# بندقوطيات
البندقوطيَّات أو الزيزبيات (باللاتينية: Peramelidae) هي فصيلة من الجرابيات تضمُّ جميع أنواع البندقوط الباقية على قيد الحياة. أحد الأنواع المُنقرضة من البندقوط (وهو البندقوط خنزيريُّ القدم) كان مُختلفاً جداً عن باقي الأنواع بحيث أنه وضع ضمن فصيلة مستقلِّة خاصَّة به. تعيش البندقوطيات في مُختلف أنحاء أستراليا وجزيرة غينيا الجديدة، وتقطن كل الموائل الموجودة فيهما تقريباً، من الغابات المطيرة إلى الصَّحارى القاحلة.

## الخصائص
البندقوطيات حيواناتٌ صغيرة الحجم. أصغرُ أنواعها على الإطلاق هو البندقوط الفأر، الذي يتراوح طوله من 15 إلى 17 سنتيمتراً، أما أكبرها فهو البندقوط العملاق الذي يبلغ طوله 39 إلى 56 سم ووزنه 4.8 كلغم (بحجم أرنب تقريباً). أطرافُ هذه الحيوانات وذيُولها قصيرة، وتشبه آذانها آذانَ الفئران، أما أنفها فهو طويلٌ ومُدبَّب. البندقوطيات من القوارت، إذ يتألَّف غذاؤها بصورةٍ أساسية من اللافقاريات الصغيرة التي تعثرًُ عليها في الرمال، لكنَّها تأكل أيضاً البذور والفواكه والفطر.
لدى إناث البندقوطيات جيبٌ في بطنها لحمل الصغار يفتحُ من جهة الخلف، ويحتوي داخله ثمانية حلماتٍ للإرضاع. بالتالي فإنَّ أقصى عددٍ من الصغار تستطيع استيعابه في الآن ذاته هو ثمانية، حيث أنَّ كل صغيرٌ يتعلَّق بحلمةٍ بعد الولادة مباشرة ويظلُّ ملتصقاً بها. فترة الحمل عند البندقوطيات هي الأقصر بين جميع أنواع الثدييات، إذ أن مُدَّتها الوسطية هي 12.5 يوم فقط، يفطم الصِّغار بعد حوالي الشهرين من ولادتهم، بينما يصلون مرحلة النُّضج الجنسي بعد ثلاثة شهور. يسمحُ هذا لكل أنثى بأن تحمل أكثر من مرَّة خلال موسم التزاوج، ممَّا يجعل مُعدَّل تكاثر البندقوطيات سريعاً جداً بالنسبة لأنواع الجرابيات الأخرى.

## التصنيف
- فصيلة البندقوطيَّات:
  - أسرة البندقوط (Peramelinae):
    - جنس البندقوط قصير الخطم (Isoodon):
      - البندقوط الذهبي (Isoodon auratus).
      - البندقوط البني الشمالي (Isoodon macrourus).
      - البندقوط البني الجنوبي (Isoodon obesulus).

    - جنس زيزب (Perameles):
      - البندقوط الغربي المخطط (Perameles bougainville).
      - البندقوط الشرقي المخطط (Perameles gunnii).
      - البندقوط طويل الخطم (Perameles nasuta).
      - بندقوط الصحراء† (Perameles eremiana) (منقرض).
      - Perameles allinghamensis† (أحافير).
      - Perameles bowensis† (أحافير).
      - Perameles sobbei† (أحافير).

  - أسرة البندقوط طويل الخطم (Peroryctinae):
    - جنس بندقوط غينيا الجديدة طويل الخطم (Peroryctes):
      - البندقوط العملاق (Peroryctes broadbenti).
      - بندقوط رافري (Peroryctes raffrayana).
      - Peroryctes tedfordi† (أحافير).
      - Peroryctes sp† (أحافير).

  - أسرة البندقوط الشائك (Echymiperinae):
    - جنس بندقوط غينيا الجديدة الشائك (Echymipera):
      - البندقوط الشائك طويل الخطم (Echymipera rufescens).
      - بندقوط كلارا الشائك (Echymipera clara).
      - بندقوط منزيس الشائك (Echymipera echinista).
      - البندقوط الشائك الشائع, Echymipera kalubu).
      - بندقوط ديفيد الشائك (Echymipera davidi).

    - جنس بندقوط غينيا الجديدة الفأر (Microperoryctes):
      - البندقوط الفأر (Microperoryctes murina).
      - البندقوط الشرقي (Microperoryctes ornata).
      - البندقوط المخطط (Microperoryctes longicauda).
      - بندقوط أرفاك القزم (Microperoryctes aplini).
      - بندقوط بابوا (Microperoryctes papuensis).

    - جنس بندقوط سيرام (Rhynchomeles):
      - بندقوط سيرام (Rhynchomeles prattorum).